# Communauté de communes de la Brie des Morin
La Communauté de communes de la Brie des Morin est une ancienne communauté de communes française, située dans le département de Seine-et-Marne en région Île-de-France.

## Historique
La communauté de communes de la Brie des Morin a été créée par un arrêté préfectoral du 2 décembre 2010, à la suite d'une réflexion engagée en 2008 au sein de l'amicale des maires et adjoints du canton de Rebais, puis la constitution, en mai 2010, d'une association Brie des Morin, qui se fixe notamment comme objet la préservation de l'intégrité du canton.
Dans le cadre des dispositions de la loi portant nouvelle organisation territoriale de la République (Loi NOTRe) du 7 août 2015, qui prévoit que les établissements publics de coopération intercommunale (EPCI) à fiscalité propre doivent avoir un minimum de 15 000 habitants (et 5 000 habitants en zone de montagnes), le préfet de Seine-et-Marne a rendu public le 13 octobre 2015, un nouveau projet de schéma départemental de coopération intercommunale (SDCI). 
Avec l'accord de la Brie des Morin et malgré le souhait de la CCCB en faveur d’un rapprochement avec le Pays de Coulommiers,, le nouveau SDCI a été approuvé le 30 mars 2016 et prévoit notamment la fusion de la communauté de communes de la Brie des Morin (21 communes) et de la communauté de communes du Cœur de la Brie (10 communes), le nouvel ensemble de 31 communes, la Communauté de communes des Deux Morin devant regrouper 26 342 habitants. Ce schéma est destiné à être mis en œuvre le 1er janvier 2017, après consultation des conseils communautaires et municipaux.

## Territoire communautaire

### Géographie
La communauté est située à l'est de la Seine-et-Marne, en bordure de celui de la Marne.

### Composition
Elle regroupait 21 communes adhérentes au 1er janvier 2016 :
| Nom                     | Code Insee | Gentilé         | Superficie (km2) | Population (dernière pop. légale) | Densité (hab./km2) |
| ----------------------- | ---------- | --------------- | ---------------- | --------------------------------- | ------------------ |
| Bellot (siège)          | 77030      | Bellotiers      | 16,36            | 776 (2022)                        | 47                 |
| Boitron                 | 77043      |                 | 5,14             | 326 (2022)                        | 63                 |
| Doue                    | 77162      | Dovinsiens      | 20,05            | 1 119 (2022)                      | 56                 |
| Hondevilliers           | 77228      | Hondevillois    | 5,53             | 260 (2022)                        | 47                 |
| Jouy-sur-Morin          | 77240      | Jouyssiens      | 18,45            | 2 221 (2022)                      | 120                |
| Montdauphin             | 77303      | Montdauphinois  | 9,84             | 237 (2022)                        | 24                 |
| Montenils               | 77304      | Montenilois     | 5,3              | 30 (2022)                         | 5,7                |
| Montolivet              | 77314      | Montolivetains  | 16,37            | 251 (2022)                        | 15                 |
| Orly-sur-Morin          | 77345      | Orlysiens       | 5,87             | 660 (2022)                        | 112                |
| Rebais                  | 77385      | Resbaciens      | 11,05            | 2 291 (2022)                      | 207                |
| Sablonnières            | 77398      | Sablonniérois   | 13,98            | 768 (2022)                        | 55                 |
| Saint-Barthélemy        | 77402      | Barthéloméens   | 14,99            | 340 (2022)                        | 23                 |
| Saint-Cyr-sur-Morin     | 77405      | Saint-Cyriens   | 19,1             | 1 943 (2022)                      | 102                |
| Saint-Denis-lès-Rebais  | 77406      | Dionysiens      | 15,12            | 989 (2022)                        | 65                 |
| Saint-Germain-sous-Doue | 77411      | Germinois       | 10,01            | 553 (2022)                        | 55                 |
| Saint-Léger             | 77417      | Léodegendiens   | 9,63             | 244 (2022)                        | 25                 |
| Saint-Ouen-sur-Morin    | 77429      | Audoniens       | 3,79             | 526 (2022)                        | 139                |
| Saint-Siméon            | 77436      | Saint-Siméonais | 12,27            | 895 (2022)                        | 73                 |
| La Trétoire             | 77472      | Trétoiriens     | 9,28             | 467 (2022)                        | 50                 |
| Verdelot                | 77492      | Verdelotais     | 25,6             | 626 (2022)                        | 24                 |
| Villeneuve-sur-Bellot   | 77512      | Villeneuvois    | 9,52             | 1 143 (2022)                      | 120                |

## Organisation

### Siège
Le siège de la communauté de communes est à Bellot, 9 avenue de Villeneuve.

### Élus
La communauté de communes est administrée par un conseil communautaire constitué, pour la mandature 2014-2020, de 37 délégués représentant chacune des 21 communes membres, répartis sensiblement en fonction de l'importance de leur population, à raison de :

- 3 délégués pour Jouy-sur-Morin, Rebais, Saint-Cyr-sur-Morin, Villeneuve-sur-Bellot ;

- 2 délégués pour Bellot, Doue, Orly-sur-Morin, Sablonnières, Saint-Rémy-lès-Rebais, Saint-Ouen-sur-Morin, Saint-Siméon, Verdelot ;

- 1 délégué et son suppléant, pour Boitron, Hondevilliers, La Trétoire, Montdauphin, Montenils, Montolivet, Saint-Barthélémy, Saint-Germain-sous-Doue, Saint-Léger.

### Liste des présidents
| Période  | Période       | Identité          | Étiquette | Qualité |
| -------- | ------------- | ----------------- | --------- | --- |
| 2010     | mai 2016,     | Anne Chain-Larché | LR        | Docteure en pharmacie Maire de Saint-Denis-lès-Rebais (2014 → 2016) Conseillère générale de Rebais (2004 → 2015) Sénatrice de Seine-et-Marne (2015 → ) Vice-présidente du Conseil régional (2015 → ) Démissionnaire à la suite de son élection comme conseillère régionale |
| mai 2016 | décembre 2016 | José Dervin       | DVD       | Maire de La Trétoire (2001 → ) Président de la CC des Dexu Morins (2017 → 2019) |

### Régime fiscal et budget
La Communauté de communes de la Brie des Morin est un établissement public de coopération intercommunale à fiscalité propre.
Afin de financer l'exercice de ses compétences, l'intercommunalité perçoit la fiscalité professionnelle unique (FPU) – qui a succédé à la taxe professionnelle unique (TPU) – et assure une péréquation de ressources entre les communes résidentielles et celles dotées de zones d'activité.
Elle perçoit également une dotation globale de fonctionnement bonifiée.